# Ribozom
Ribozomii sau Corpusculii lui Palade generați de nucleoli sunt constituiți din ARN. Ei se găsesc liberi în citoplasma celulară sau atașați reticulului endoplasmatic, formând cu acesta reticulul endoplasmatic rugos. Ribozomii sunt sediul biosintezei proteinelor specifice. Ribozomii celulelor procariote au dimensiuni mai mici decat la eucariote. Nu prezinta membrana la periferie și sunt alcătuiți din 2 subunități (una mică si una mare). În timpul procesului de sinteză, ribozomii acționează ca punct de legatură între toate moleculele implicate, precis poziționate unele față de celelalte. Diametrul ribozomilor este de aproximativ 20 nm.
Ribozomii au dimensiuni de aproximativ 20 nm în diametru și sunt compuși în 65% din ARN ribozomal și 35% din proteine ribozomale (cunoscute și sub numele de ribonucleoproteine). Rolul lor este de a decoda ARN mesager pentru construcția lanțurilor polipeptidice din aminoacizi aduși de ARN de transport.

Structura atomică: proteinele sunt reprezentate cu albastru și cele două lanțuri de ARN cu maro, respectiv galben. Partea verde din centrul subunității este situsul activ al ribozomului.

Ribozomii construiesc proteinele necesare pentru informația genetică conținută în ARN-ul de transport. Ribozomii liberi se găsesc suspendați în citosol (partea semi-fluidă a citoplasmei), pe când ceilalți ribozomi sunt legați de reticulul endoplasmatic rugos (granular), dându-i acestuia aspectul caracteristic. Cum ribozomii sunt alcătuiți majoritar din ARN, se crede că ei sunt o reminiscență a “lumii ARN”. Catalizarea legăturilor peptidice implică C2 hidroxilaza de la nivelul situsului P al ARN-ului, implicând un mecanism de transport proteic. Intreaga funcție a ribozomului se bazează pe schimbările pe care le face la nivelul conformației proteinelor. Ribozomii sunt considerați de multe ori organite, însă acest termen se referă la componentele sub-celulare, subcomponenete ce se găsesc în relație cu membrana fosfo-lipidică, subcomponenete din care ei nu fac parte sau nu sunt atașați. De aceea de multe ori se face referire la ribozomi ca fiind componente „non-membranare”.
Subunitățile ribozomale sunt relativ identice în celula eucariotă și cea procariotă. Ribozomii eucariotelor au dimensiuni de 80S, și fiecare conține o subunitate mică (40S) și o subunitate mare (60S). Subunitatea mare este alcătuită din ARNS 5S (120 de nucleotide), ARN 28S (4700 de nucleotide), o subunitate de 5,8S (160 de nucleotide) și aproximativ 49 de proteine.
Subunitatea mică 40S conține ARN 18S (1900 de nucleotide) și aproximativ 33 de proteine.
Ribozomii găsiți în cloroplastele și mitocondriile celulelor eucariote au subunitatea mare și mică conectate prin intermediul proteinelor la nivelul particulei 70S. Aceste organite sunt considerate a fi o remineșcență de la bacterii, a căror ribozomi sunt similari inclusiv celor de la procariote.
Diferitele tipuri de ribozomi au însă o structură comună, indiferent de diferențele mari de dimensiuni.
Ribozomii sunt alcatuiti din 2 subunitati suprapuse: subunitatea mica, bilobata(s) si subunitatea mare, hemisferica(l). In prezenta ionilor de magneziu Mg²+, cele 2 subunitati se mentin asociate (concentratie 0.001 moli/molecula).
Sub aceasta concentratie, cele 2 subunitati disociaza reversibil in cele 2 particule.
La concentratii mai mari de 0.1 M(molara) si PH=7, ribozomii se asociaza si formeaza poliribozomi (ergozom, polizom) cu rol in sinteza proteinelor.
Poliribozomii se asociaza cate 5-40 pe o molecula de ARN mesager.